# Doris Eaton Travis
Doris Eaton Travis (* 14. März 1904 in Norfolk, Virginia; † 11. Mai 2010 in Commerce, Michigan) war eine US-amerikanische Schauspielerin und Revue-Tänzerin.

## Leben

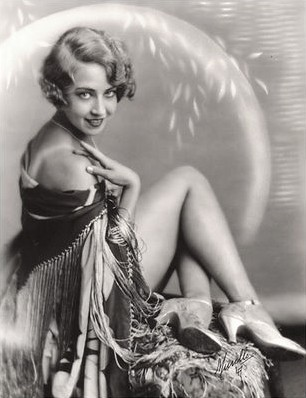
Doris Eaton Travis für die Ziegfeld Follies, 1920

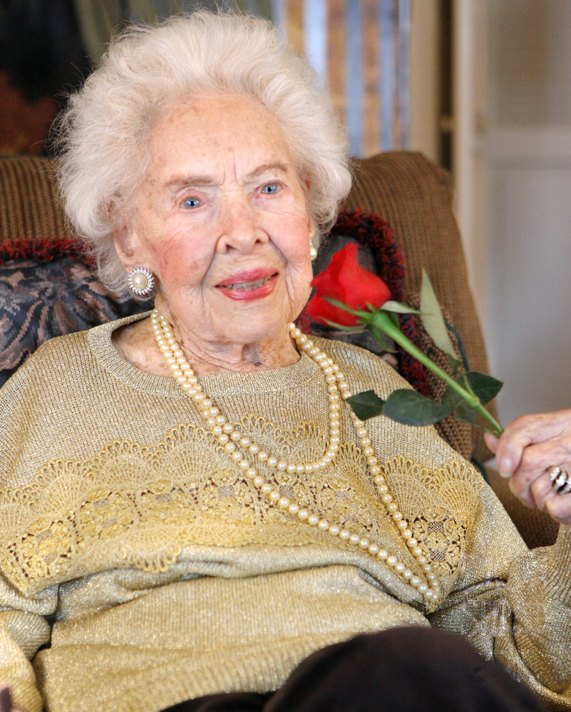
Doris Eaton Travis, April 2010, kurz vor ihrem Tod

Zusammen mit ihren – später ebenfalls als Tänzerin erfolgreichen – Schwestern Mary und Pearl besuchte Doris Eaton Travis bereits im Alter von vier Jahren eine Tanzschule in Washington D.C. 1911 trat sie mit ihren beiden Schwestern in einer Nebenrolle in einer Produktion von Maurice Maeterlincks Theaterstück Der blaue Vogel auf und begann damit ihre Karriere als Schauspielerin.
Zusammen mit ihrem jüngeren Bruder Joe traten die Schwestern in der Folgezeit in verschiedenen Stücken des Poli Stock Company-Ensembles auf und erarbeiteten sich dort einen Ruf als professionelle und wandlungsfähige Darsteller. 1915 traten die Schwestern erneut in einer Produktion von Der blaue Vogel auf, aber diesmal übernahmen Doris und Mary die beiden Hauptrollen. Mit dem Stück gingen sie auf Tour und spielten unter anderem in New York City.
Ihre Schwester Pearl arbeitete mittlerweile in New York als Ziegfeld Girl (Revuegirls in den Produktionen von Florenz Ziegfeld junior). Als Doris ihre Schwester eines Tages zu Proben begleitete, wurde sie für die Sommer-Tournee 1918 eingestellt. Die Proben für diese Tour begann sie am gleichen Tag, als sie die achte Klasse abschloss. Um die Kinderarbeitsgesetze zu umgehen, nutzte sie bis zu ihrem 16. Lebensjahr die Künstlernamen Doris Levant und Lucille Levant. Bis 1920 trat sie als Tänzerin in den Ziegfeld Follies und den Midnight Frolics auf und wurde auch als Zweitbesetzung für den Musicalstar Marilyn Miller eingesetzt. Zeitweise bekam sie dabei Gesellschaft von ihren Geschwistern Mary, Pearl, Doris, Joe und Charlie, die ebenfalls in Ziegfeld-Produktionen auftraten. 1921, im Alter von 17 Jahren, gab sie an der Seite des Stummfilmstars Billie Dove ihr Leinwanddebüt in dem Liebesdrama At the Stage Door. Bis Anfang der 1930er Jahre war sie recht erfolgreich als Stummfilmschauspielerin aktiv, so drehte sie 1922 den britischen Film Tell Your Children unter der Regie von Donald Crisp, dessen Zwischentitel von Alfred Hitchcock gestaltet wurden.
Nebenbei trat sie immer noch in Broadwayshows auf, übernahm aber auch Engagements in der Hollywood Music Box Revue – wo sie bereits 1929 das Lied Singin’ In The Rain sang – und den Gorham Follies in Los Angeles sowie dem Hollywood Club in New York. Im Alter von 18 Jahren heiratete Doris Eaton den Produzenten der Gorham Follies, Joe Gorham. Gorham, doppelt so alt wie sie, entpuppte sich als gewalttätiger Ehemann und verstarb nur 10 Monate nach der Eheschließung an den Folgen eines Herzinfarktes. Eaton trat 1932 das letzte Mal auf dem Broadway auf, in einer Produktion von Page Pygmallion im Bijou Theatre. Sie arbeitete noch zeitweilig in einem Theater in Long Island und machte auch – zusammen mit ihrem Bruder Charlie – einen kurzen Ausflug ins Vaudeville.
1936 wurde sie vom Arthur Murray Dance Studios in New York als Stepptanzlehrerin eingestellt und übte diesen Beruf 32 Jahre lang aus, zunächst noch als Lehrerin, später als Leiterin von Tanzschulen; sie eröffnete und leitete 18 Tanzstudios in ganz Michigan. 1949 heiratete sie einen ihrer Schüler, den Erfinder und Ingenieur Paul Travis. Diese Ehe hielt bis zu Travis’ Tod im Jahre 2000 und blieb kinderlos.
1968 zog sie sich mit ihrem Ehemann in den Ruhestand auf eine Farm in Norman (Oklahoma) zurück, wo sie bis zu ihrem Tod erfolgreich in der Zucht von Rennpferden aktiv war. Ende der 1990er Jahre trat sie das erste Mal seit über 60 Jahren Pause wieder in einem Film auf. 1992 schloss sie mit cum laude die University of Oklahoma ab und wurde mit einem Ehrendoktor von der Oakland University 2004 ausgezeichnet. 2006, im Alter von 102 Jahren, wurde ihr der Bildband Century Girl: 100 Years in the Life of Doris Eaton Travis, Last Living Star of the Ziegfeld Follies gewidmet. Die Fotografin Lauren Redniss, nominiert für den Pulitzer-Preis, brachte den Bildband heraus.
Doris Eaton Travis verstarb 2010 im Alter von 106 Jahren als letztes lebendes Ziegfeld Girl.

## Filmografie
- 1921: At the Stage Door
- 1922: Tell Your Children
- 1922: His Surpreme Sacrifice
- 1922: The Call of the East
- 1922: The Broadway Peacock
- 1923: High Kickers
- 1923: Fashion Follies
- 1928: Taking the Count
- 1929: Street Girl
- 1929: The Very Idea
- 1933: Reckless Decision
- 1999: Der Mondmann (Man on the Moon)